# Nonnapsylla rothschildi
Nonnapsylla rothschildi är en loppart som beskrevs av Wagner 1938. Nonnapsylla rothschildi ingår i släktet Nonnapsylla och familjen Stephanocircidae.

## Underarter
Arten delas in i följande underarter:
- N. r. rothschildi
- N. r. wagneri